# Na Moltona

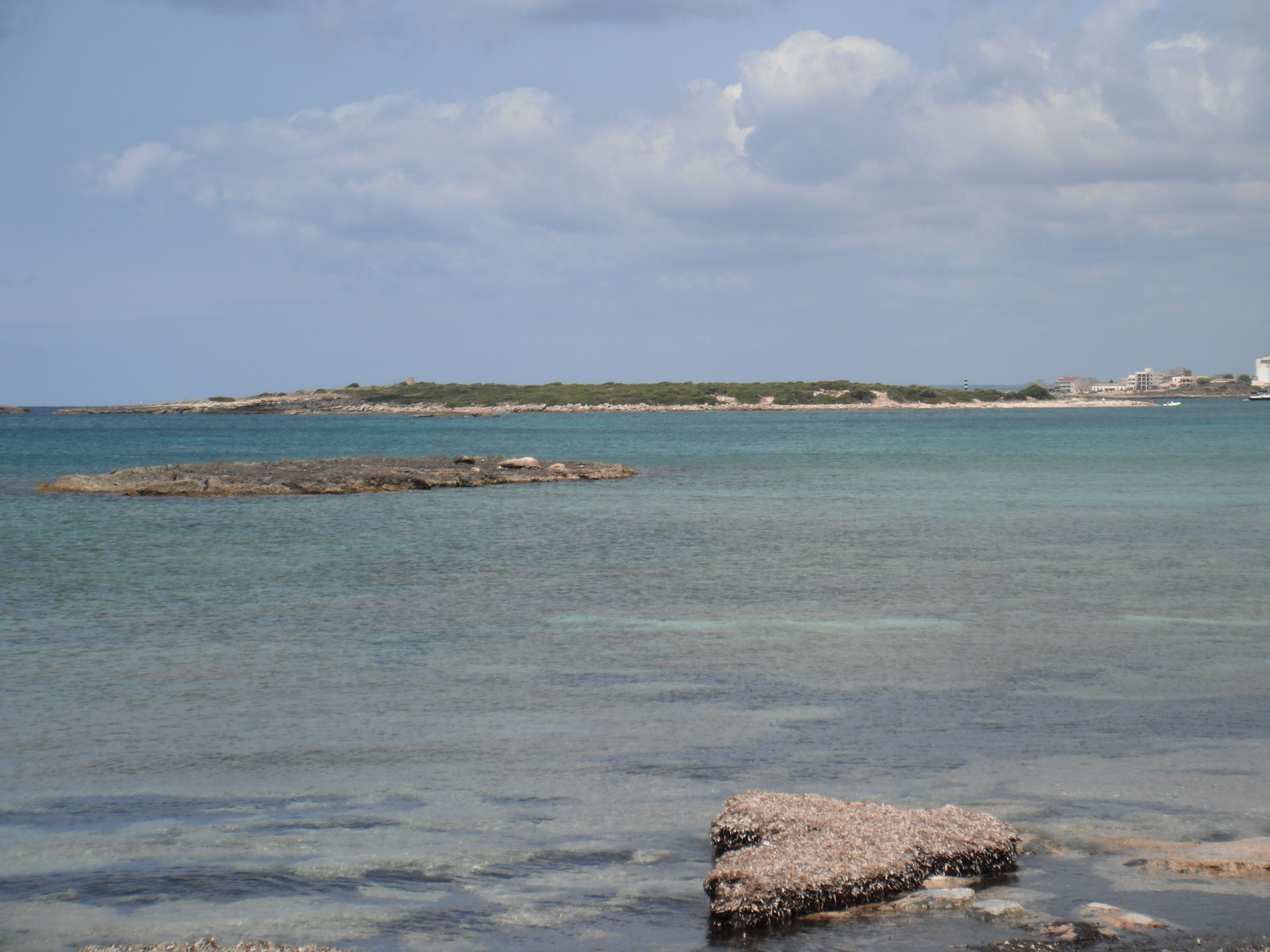
Na Moltotona, al fondo, desde el Carbón. En primer plano se observa el islote de ses Roquetes.

Na Moltona es un islote español del litoral de Mallorca situado frente a la playa del Carbón, en el municipio de Las Salinas, Islas Baleares. Es una isla de relieve plano, sin muchos accidentes geográficos. Mide unos 300 metros de norte a sur y 360 metros de este a oeste.
La costa es de rocas y sólo hay una pequeña playa al nordeste de la isla. Junto a la isla se encuentran el islote gordo de na Moltona y el islote pequeño de na Moltona.
Esta isla destaca por guardar restos de origen talayótico.

## Flora
A la parte este de la isla se encuentra una flora litoral de acebuche, lentisco, aladierna y sabina, y destaca el crecimiento de cebolla marina (Urginea maritima). La parte oeste es más árida y sólo crece listón.

## Fauna
Pese a las pequeñas dimensiones hay una población importante de conejos y de una subespecie de lagartija balear (Podarcis lilfordi jordansi), sólo presentes a las islas de na Moltona y de na Guardes.
Hay que remarcar que al sur de la isla hay una importante zona de cría de gaviotas.
- Datos: Q11938301
- Multimedia: Na Moltona / Q11938301